# Operazione Haudegen
L'operazione Haudegen, conosciuta anche con il nome di operazione Swashbuckler, fu un raid tedesco di otto ore sull'isola Nordaustlandet, nell'arcipelago delle Svalbard, territorio parte della Norvegia, nel settembre del 1944, con lo scopo di stabilire in loco delle stazioni meteorologiche.

## Storia
Nel settembre del 1944, assieme alla nave-rifornimento Carl J. Busch, il sottomarino U-307 trasportò alle Svalbard gli uomini dell'operazione Haudegen. La stazione che essi costruirono in loco, venne costruita grazie ai copiosi mezzi trasportati tra cui tutti i macchinari necessari, appositamente smontati e imballati, 7 tonnellate di carbone per il funzionamento dei forni e numerose provviste di cibo (il tasso dietetico, compreso l'alcool, venne calcolato come 1,4 kg o 6000 kcal per uomo al giorno per un anno). Originariamente l'operazione era stata pianificata per essere condotta dall'U-354, ma questi venne affondato poco prima con alcune delle attrezzature necessarie dalla HMS Nabob della Royal Navy, nave di accompagnamento del convoglio alleato JW 59. L'operazione, de facto si svolse senza combattimenti e senza incontrare resistenza sul territorio.
La stazione rimase attiva dal 9 settembre 1944 al 4 settembre 1945. Il gruppo perse il contatto radio nel maggio del 1945 ed i soldati furono in grado di richiedere aiuto solo nell'agosto del 1945. Il 4 settembre 1945 il gruppo venne recuperato da un vascello di cacciatori di foche norvegesi, arrendendosi al capitano del vascello. Furono queste le ultime truppe tedesche ad arrendersi dopo la proclamazione della fine della Seconda guerra mondiale.

## Scopi e misurazioni dell'operazione
L'operazione Haudegen aveva tre scopi fondamentali:
- Misurazione o osservazione del maltempo (vedi "Obs"):
  - pressione atmosferica;
  - temperatura (corrente, media giornaliera, temperatura minima e massima);
  - umidità relativa;
  - visibilità;
  - tipo di tempo in riferimento a Copenaghen;
  - direzione e forza del vento;
  - nuvolosità (tipologia, altitudine, direzione della migrazione e grado di copertura);
  - precipitazioni (pioggia o nevicata);
  - evaporazione dell'acqua;
  - temperatura del suolo (terra, neve, acqua di mare o ghiaccio).

Dal 15 settembre 1944 al 5 settembre 1945 queste osservazioni vennero eseguite senza interruzione otto volte al giorno (ogni tre ore). La trasmissione radio (cifrata) alla stazione navale di Tromsø venne condotta per tre volte al giorno in tempi predefiniti (i cosiddetti "orari di programma"). Da lì i dati venivano trasmessi via telex all'ammiragliato di Berlino. Dopo la resa tedesca (8 maggio 1945), la "Haudegen" passò direttamente i dati a Copenaghen.

- Montaggi radiosonde per misurare la pressione e la temperatura dell'aria negli strati superiori dell'aria: Vennero montate un totale di 140 radiosonde con rilevamenti sei volte al giorno dal 1 dicembre 1944 al 2 febbraio 1945. I risultati venivano trasmessi ogni sera alle ore 18:00 (criptati) alla stazione navale di Tromsø. Nella media di tutte le ascensioni è stata raggiunta un'altitudine variabile di 11 500 metri.
- Impianti pilota per la misura del vento altitudine: Combinate con le ascensioni delle radiosonde, il palloncino radiosonda venne seguito da una teodolite di registrazione. Tra il 5 luglio e il 3 settembre 1945 vennero eseguite 16 pattini ascensioni.